# گونه در خطر انقراض (وضعیت آی‌یوسی‌ان)

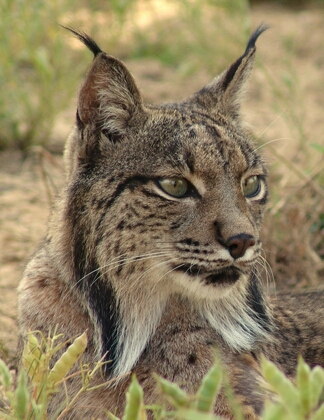
سیاه‌گوش ایبری (Lynx pardinus) یک گونه در خطر انقراض است.

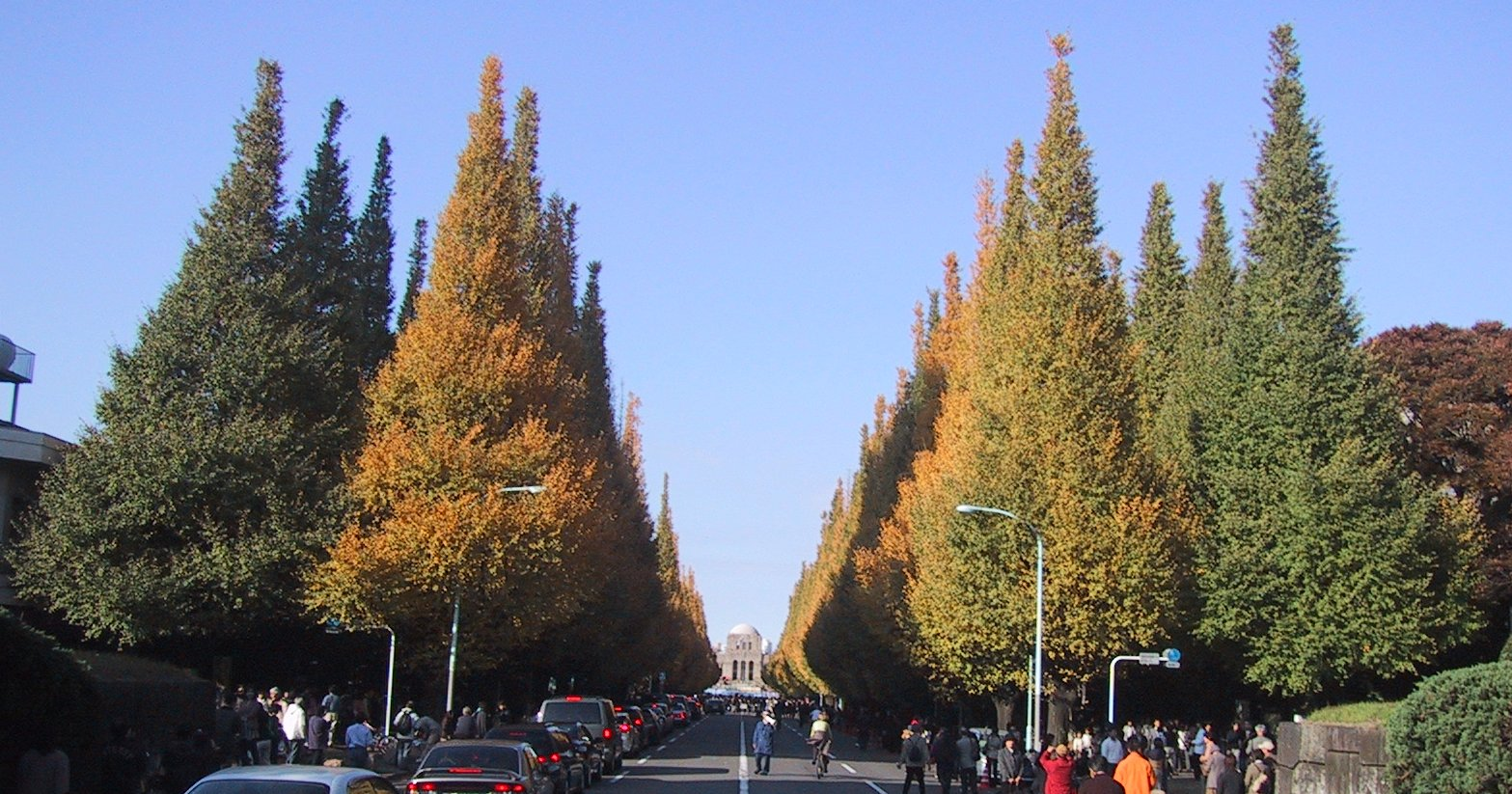
درخت کهن‌دار (Ginko biloba) توسط IUCN به عنوان «در خطر انقراض» فهرست شده‌است.

گونه‌های در خطر انقراض  یا گونه‌های در حال انقراض (به انگلیسی: Endangered species) بر پایهٔ طبقه‌بندی اتحادیه بین‌المللی حفاظت از طبیعت (IUCN)، گونه‌هایی هستند که در محدوده‌های بومی شناخته‌شدهٔ خود در آینده نزدیک به‌عنوان احتمال منقرض‌شده طبقه‌بندی شده‌اند. در فهرست سرخ IUCN، در خطر انقراض، دومین وضعیت شدید حفاظتی برای جمعیت‌های وحشی در برنامه IUCN پس از در بحران انقراض است. در سال ۲۰۱۲، فهرست سرخ آی‌یوسی‌ان، ۳۰۷۹ گونه جانوری و ۲۶۵۵ گونه گیاهی را در ردهٔ در خطر انقراض در سراسر جهان قرار داد. این ارقام در سال ۱۹۹۸ به ترتیب ۱۱۰۲ و ۱۱۹۷ بوده‌است.

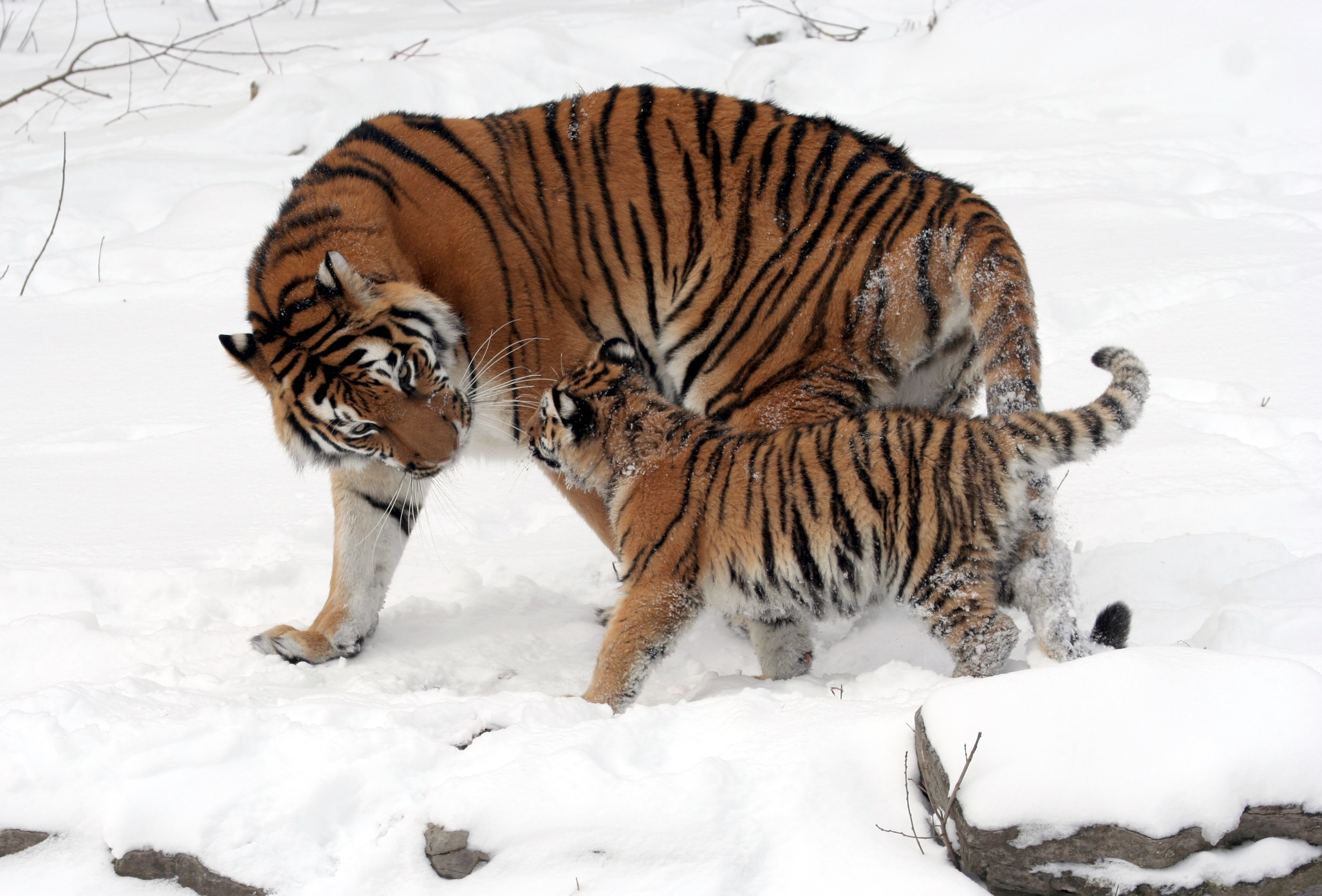
ببر سیبری یک زیرگونه ببر در خطر انقراض است. سه زیرگونه ببر منقرض شده‌اند (فهرست گوشت‌خواران بر پایهٔ جمعیت را ببینید).

«در معرض تهدید» رده‌ای است که دربرگیرندهٔ همهٔ گونه‌هایی است که به‌عنوان آسیب‌پذیر، در خطر انقراض یا در بحران انقراض شناخته می‌شوند.

## معیارهای وضعیت در معرض خطر
با توجه به نسخه ۳٫۱ سیستم وضعیت حفاظت IUCN از سال ۲۰۰۱، گونه‌ای در فهرست در خطر انقراض قرار می‌گیرد که هر یک از معیارهای زیر را از A تا E داشته باشد.
الف) کاهش جمعیت بر اساس یکی از موارد زیر:
۱. کاهش اندازه جمعیت دیده‌شده، برآوردشده، استنباط شده یا مشکوک به میزان ≥ ۷۰٪ در طول ۱۰ سال یا سه نسل گذشته، هر کدام طولانی‌تر باشد، در مواردی که علل کاهش برگشت‌پذیر بوده و قابل درک است و بر اساس (و مشخص کردن) هر یک از آنها متوقف شده‌است. به شرح زیر:
- آ. مشاهده مستقیم
- ب شاخص فراوانی مناسب برای آرایه
- ج کاهش در منطقه اشغال، میزان وقوع یا کیفیت زیستگاه
- د سطوح بالفعل یا بالقوه بهره‌برداری
- ه. اثرات گونه‌های معرفی‌شده، دورگه‌زایی، عوامل بیماری‌زا، آلاینده‌ها، رقیبان یا انگل‌ها.

۲. کاهش اندازه جمعیت دیده‌شده، برآوردشده، استنباط‌شده یا مشکوک ≥ ۵۰٪ در ۱۰ سال یا سه نسل گذشته رخ داده‌است. هر کدام طولانی‌تر باشد، در جایی که کاهش یا علل آن ممکن است متوقف نشده باشد یا ممکن است قابل درک نباشد یا ممکن است برگشت‌پذیر نباشد، بر اساس (و مشخص کردن) هر یک از (الف) تا (ه) زیر A1. 3. کاهش اندازه جمعیت ≥ ۵۰٪، پیش‌بینی شده یا مشکوک است که طی ۱۰ سال یا سه نسل آینده، هر کدام طولانی‌تر باشد (حداکثر تا ۱۰۰ سال)، بر اساس (و مشخص کردن) هر یک از (ب) به (ه) تحت A1. 4. کاهش اندازه جمعیت مشاهده شده، برآوردی، استنباطی، پیش‌بینی‌شده یا مشکوک به میزان ≥ ۵۰٪ در طول هر دوره ۱۰ ساله یا سه‌نسلی، هر کدام طولانی‌تر باشد (حداکثر تا ۱۰۰ سال در آینده)، که در آن دوره زمانی باید شامل هر دو باشد. گذشته و آینده، و در مواردی که کاهش یا علل آن ممکن است متوقف نشده باشد یا ممکن است قابل درک نباشد یا ممکن است برگشت‌پذیر نباشد، بر اساس (و مشخص کردن) هر یک از (الف) تا (ه) زیر A1.
ب) محدوده جغرافیایی به صورت B1 (میزان وقوع) یا B2 (منطقه اشغال) یا هر دو:
۱. میزان گستره کمتر از ۵۰۰۰ کیلومتر مربع برآورد شده‌است، و برآوردهایی که حداقل دو جریان متناوب را نشان می‌دهند:
- آ. به شدت تکه‌تکه یا شناخته شده‌است که در بیش از پنج مکان وجود ندارد.
- ب کاهش پیوسته، استنباط، مشاهده یا پیش‌بینی شده، در هر یک از موارد زیر:
  - i. میزان رخداد
  - ii منطقه اشغال
  - III. مساحت، وسعت یا کیفیت زیستگاه
  - IV تعداد مکان‌ها یا جمعیت‌های فرعی
  - v. تعداد افراد بالغ
- ج نوسان‌های شدید در هر یک از موارد زیر:
  - i. میزان رخداد
  - ii منطقه اشغال
  - III. تعداد مکان‌ها یا جمعیت‌های فرعی
  - IV تعداد افراد بالغ

۲. منطقه سکونت کمتر از ۵۰۰ کیلومتر مربع برآورد می‌شود، و برآوردهایی که حداقل دو جریان متناوب را نشان می‌دهند:
- آ. به شدت تکه‌تکه یا شناخته شده‌است که در بیش از پنج مکان وجود ندارد.
- ب کاهش پیوسته، استنباط، مشاهده یا پیش‌بینی شده، در هر یک از موارد زیر:
  - من. میزان رخداد
  - ii منطقه اشغال
  - III. مساحت، وسعت یا کیفیت زیستگاه
  - IV تعداد مکان‌ها یا جمعیت‌های فرعی
  - v. تعداد افراد بالغ
- ج نوسان‌های شدید در هر یک از موارد زیر:
  - i. میزان رخداد
  - ii منطقه اشغال
  - III. تعداد مکان‌ها یا جمعیت‌های فرعی
  - IV تعداد افراد بالغ

ج) جمعیت برآورد شده کمتر از ۲۵۰۰ فرد بالغ و یا:
ه) تجزیه و تحلیل کمی نشان می‌دهد که احتمال انقراض در طبیعت حداقل ۲۰٪ در ۲۰ سال یا در پنج نسل است، هر کدام طولانی‌تر باشد (حداکثر تا ۱۰۰ سال).
- آ. ساختار جمعیت به شکل یکی از موارد زیر:
  - i. برآورد می‌شود که هیچ زیرجمعیتی دارای بیش از ۲۵۰ فرد بالغ نباشد
  - ii حداقل ۹۵ درصد افراد مسن در یک زیرجمعیت
- ب نوسان‌های شدید در تعداد افراد مسن

د) اندازه جمعیت کمتر از ۲۵۰ فرد بالغ برآورد شده‌است.
ه) تجزیه و تحلیل کمی نشان می‌دهد که احتمال انقراض در طبیعت حداقل ۲۰٪ در ۲۰ سال یا در پنج نسل است، هر کدام طولانی‌تر باشد (حداکثر تا ۱۰۰ سال).